# Студенце (Жалец)
Студенце (словен. Studence) је насељено место у општини Жалец, Савињска регија, Словенија.

## Историја
До територијалне реорганизације у Словенији било је у саставу старе општине Жалец.

## Становништво
У попису становништва из 2011. године, Студене је имало 600 становника.
| Број становника према пописима | Број становника према пописима | Број становника према пописима |
| ------------------------------ | ------------------------------ | ------------------------------ |
| 1991                           | 2002                           | 2011                           |
| 349                            | 479                            | 600                            |

Напомена: Године 2016. извршена је мања размена територије између насеља Студенце и Велика Пирешица.